# Pelidnota xanthopyga
Pelidnota xanthopyga är en skalbaggsart som beskrevs av Hardy 1975. Pelidnota xanthopyga ingår i släktet Pelidnota och familjen Rutelidae. Inga underarter finns listade i Catalogue of Life.